# František Brůna
František Brůna, född 13 oktober 1944 i Dolní Kralovice, död 24 april 2017 i Benešov i Mellersta Böhmen, var en tjeckoslovakisk handbollsspelare.
Han tog OS-silver i herrarnas turnering i samband med de olympiska handbollstävlingarna 1972 i München.